# Pjuken, Nykarleby
Pjuken är en ö i Finland. Den ligger i Norra kvarken och i kommunen Vörå i den ekonomiska regionen  Jakobstadsregionen i landskapet Österbotten, i den västra delen av landet. Ön ligger omkring 41 kilometer norr om Vasa och omkring 390 kilometer norr om Helsingfors.